# Lucària

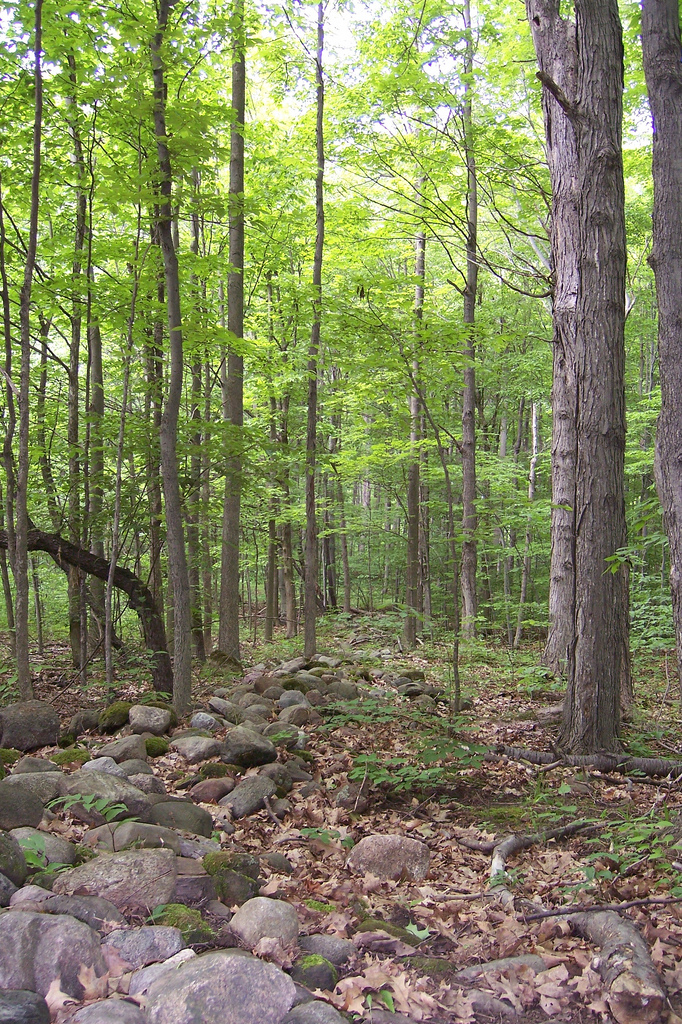
Lucària, una festa potser adreçada a tots els déus del bosc sagrat.

La Lucària (en llatí: Lucaria), com el seu nom indica era la festivitat del bosc sagrat (lucus) celebrada a l'antiga Roma. No hi ha textos antics que expliquin en què consistia però els historiadors moderns dedueixen que es tractava de portar ofrenes als déus dels boscos. A Roma el bosc sagrat estava a l'actual zona del Pincio.

## Data de la celebració
La Lucària se celebrava entre el 19 i el 21 de juliol. L'historiador del segle i aC Marc Terenci Varró la va ometre en la seva llista de festes habituals del calendari romà. Segons WWFawler, Lucària deriva de la paraula lucar («patida de diners de l'erari públic destinada a festes»), però caldria anar més enrere en el temps per veure que, l'autèntic significat procedia de la paraula lucus («bosc sagrat»).
Totes les festes estaven relacionades amb alguna divinitat, però es desconeix a quina anava adreçada la Lucària. En diverses cultures antigues estava estesa la creença en boscos sagrats, de vegades per l'existència d'un arbre centenari o per haver-hi una font amb poders sanadors o per haver-hi una clariana on creixien plantes remeieres. Cató va descriure un ritual que es feia en una clariana del bosc sagrat i la invocació era de caràcter anònim Si deus, si dea, adreçada a qualsevol déu que hi pogués haver allà. En un calendari trobat a Amiternum, en territori sabí, anomenat Fasti Amiterni, que data del temps de l'emperador Tiberi, consta la celebració de la Lucària.

## Interpretació de la Lucària
El gramàtic Verri Flac va interpretar la Lucària relacionant-la amb la derrota del 18 de juliol a la batalla de l'Àl·lia, quan els romans van ser vençuts pels gals. Segons aquest autor se celebrava una festa en una clariana del bosc que hi havia entre la Via Salaria i el riu Tíber, perquè allà s'havien refugiat els soldats romans que havien sobreviscut a la batalla. El camp de batalla havia estat a unes 10 milles al nord de Roma i estava travessat per la Via Salaria, per tant, el lucus estaria al Pincio, un turó on actualment hi ha jardins públics, alguns construïts per Gneu Pompeu (Horti Lucullani) i també per Gai Sal·lusti Crisp (Horti Sallustiani). Aquesta explicació té molta semblança amb la que es dona per la Poplifugia i això fa pensar que es tracti més aviat d'un mite etiològic que d'una explicació basada en un fet històric.
Com altres dies festius de data fixa (dies nefasti publici), la Lucària se celebrava en dia imparell a continuació d'un dia no festiu. Una menció en un text de Macrobi sembla implicar que la Lucària començava a la nit i continuava fins a fer-se de dia.Georg Wissowa era de l'opinió que aquest festival estava relacionat amb la Neptunàlia del 23 de juliol, perquè era quan s'hi construïen uns improvisats coberts o recers amb canyissos, només per refugiar-se de la calor extrema d'aquest mes mentre es menjava la carn d'un bou sacrificat. Neptú representava la frescor i l'aigua salada, i la col·locació de festes durant el mes de juliol (Lucària, Neptunàlia i Furrinàlia) podien ser, simplement, invocacions als déus per demanar frescor en l'ambient.
Huschke va relacionar la Lucària amb la tribu dels luceres, una de les tribus fundadores de Roma, perquè totes dues paraules deriven de lucus i perquè el juliol era el mes dels auspicis per aquesta tribu. Fawler va classificar la Lucària com una festa propiciatòria, basat en el fet que la ciutat de Roma anava expandint la seva zona de camps de conreu eliminant parts de boscos per poder plantar i aquesta festa era una manera de demanar disculpes als déus habitants dels boscos per prendre'ls l'espai.